# Lark Voorhies

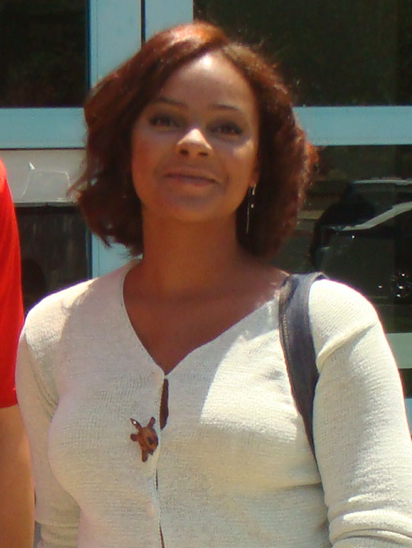
Lark Voorhies im Sommer 2008

Lark Voorhies (* 25. März 1974 in Nashville, Tennessee) ist eine US-amerikanische Schauspielerin. Sie wurde vor allem durch ihre Rolle als Lisa Turtle bekannt, in der sie in den Fernsehserien Good Morning, Miss Bliss, California High School, California College und Saved by the Bell: The New Class sowie in den angeschlossenen Filmen California Highschool – Heiße Ferien und Intrigen und California College – Hochzeit in Las Vegas zum Einsatz kam. Auch nach den Erfolgen in den späten 1980er bzw. den frühen 1990er Jahren war sie weiterhin als Schauspielerin aktiv. Daneben ist bzw. war Voorhies auch als Model, Sängerin, Sprecherin und Buchautorin tätig.

## Leben und Karriere

### Filmkarriere
Die im Jahre 1974 in Nashville, der Hauptstadt des US-Bundesstaates Tennessee, geborene Voorhies begann ihre Karriere als Schauspielerin bereits im Alter von zwei Jahren. Danach unterbrach sie ihre Schauspielkarriere für einige Jahre, in die unter anderem auch ein Teil ihrer Schulzeit fiel, und kam erst wieder im Alter von rund elf Jahren zu ihrem Comeback.
Im Jahr 1988 fand das Nachwuchstalent schließlich zu ihrer ersten namhaften Rolle, als sie erstmals Lisa Turtle spielte und als diese in allen 13 Episoden von Good Morning, Miss Bliss, dem Vorreiter von California High School, zum Einsatz kam. Für ihre Rolle wurde sie im Jahre 1989, in dem die mit 13 Folgen datierte Serie auch auslief, für den Young Artist Award in der Kategorie Best Young Actress in a Cable Family Series nominiert.
Nach Auftritten in zwei verschiedenen Folgen der Fernsehserie Small Wonder, in der sie in zwei verschiedenen Rollen in Erscheinung trat, wurde sie im Jahre 1989 als eine der Hauptdarstellerinnen in den Cast der erfolgreichen Jugendserie California High School aufgenommen. In dieser kam sie schließlich bis 1993 in allen 86 Episoden zum Einsatz und war dabei nur eine von vier Personen, die es schafften, in allen produzierten Folgen der Serie zum Einsatz zu kommen.
Im Laufe der Zeit wurde sie mehrfach für den bereits genannten Young Artist Award nominiert und konnte dabei auch zweimal einen solcher Preise entgegennehmen. Noch während ihrer Erfolge bei California High School wurde Voorhies als Gaststar in eine Reihe von Fernsehserien eingeladen. So war sie unter anderem in jeweils einer Folge von The Robert Guillaume Show (1989) und Der Prinz von Bel-Air (1992) zu sehen. 1993 kam sie auch in der Fernsehserie Martin, rund um den aufstrebenden Star Martin Lawrence, in einer wiederkehrenden Rolle als Nicole in zwei Episoden zum Einsatz. In dieser Zeit verliebte sie sich auch in den Hauptdarsteller der Serie, mit dem sie danach kurzzeitig auch liiert war.
An den Erfolg von California High School angeschlossen, nahm Voorhies mit dem offiziellen Cast der Serie auch am ersten für das Fernsehen produzierten Film California Highschool – Heiße Ferien und Intrigen teil. Nach dem endgültigen Aus der Serie im Jahre 1993 kam die afroamerikanische Schauspielerin im selben Jahr in einer kurzfristigen Nebenrolle in den Cast der Seifenoper Zeit der Sehnsucht, in der sie bis 1994 in insgesamt 15 Folgen als Wendy Reardon zu sehen war. Daneben übernahm sie auch eine wiederkehrende Rolle in der eher kurzlebigen Fernsehserie Getting By, wo sie in der zweiten Folge der ersten Staffel und der ersten Folge der zweiten Staffel in der Rolle der Tasha zum Einsatz kam.
Da die Erfolge von California High School zu dieser Zeit noch immer am Nachwirken waren, entschied man sich weitere Filme und zwei Spin-offs zur erfolgreichen Jugendserie zu produzieren. So kam Voorhies im Jahre 1994 in einer Folge von California College, dem nachfolgenden Staffelfinale, für das sogar ein eigener Film unter dem Namen California College – Hochzeit in Las Vegas gedreht wurde, und einer Folge von Saved by the Bell: The New Class zu ihren Einsätzen. Daneben war sie im gleichen Jahr auch noch in einer Episode von Me and the Boys zu sehen. 1995 kam sie auch zu einem Einsatz in einer Folge des zigfach ausgezeichneten CBS Schoolbreak Specials, gefolgt von einem Auftritt in jeweils einer Episode von Star Trek: Deep Space Nine und Alle unter einem Dach. Des Weiteren schaffte sie es in diesem Jahr zu einer wiederkehrenden Rolle in der Seifenoper Reich und schön, in der sie bis 1996 Auftritte in vier verschiedenen Folgen hatte.
Bereits damals war ihre erfolgreiche Zeit als Lisa Turtle am Ausklingen, weshalb sie in den Folgejahren nur mehr sporadisch in verschiedenen Fernsehserien als Gaststar auftrat. Neben Auftritten in einer Folge von Malcolm & Eddie, in der Miniserie The Last Don, die unter anderem auch im deutschsprachigen Raum veröffentlicht wurde, und im erfolgreichen Film Die Playboy-Falle kam sie 1997 in einer Nebenrolle auch in den Cast von Ein schrecklich nettes Haus, wo sie bis 1999 in insgesamt 18 Folgen eingesetzt wurde. In der Zwischenzeit hatte sie 1998 auch in einer Episode von Love Boat: The Next Wave und 1999 im emmynominierten Fernsehfilm Meuterei in Port Chicago Auftritte.
Im unmittelbaren Anschluss auf ihr Engagement bei Ein schrecklich nettes Haus trat Voorhies im Jahre 1999 in einer wiederkehrenden Rolle in zwei Folgen von Die Parkers in Erscheinung. Danach legte sich der vormals noch in gewissem Maße vorherrschende Hype um den einstigen Jugendstar endgültig. So kam sie im Jahre 2000 nur noch in einer Folge von Grown Ups zum Einsatz und brachte es danach nur noch auf sporadische Einsätze in Filmen wie Fire & Ice (2001), wo sie unter anderem in einer der Hauptrollen zu sehen ist. Im gleichen folgten schließlich noch Einsätze in den beiden Filmen Longshot – Ein gewagtes Spiel und So High. 2002 folgten schließlich noch Rollen in Civil Brand und der Miniserie Widows, ehe es um das einstige Nachwuchstalent still wurde.
Bis 2008 folgten so keine weiteren namhaften Auftritte mehr, wobei sich Voorhies in dieser Zeit vorwiegend ihrer Musikkarriere widmete. 2008 gab sie schließlich im Film The Next Hit ihr Comeback als Schauspielerin, gefolgt von einer Sprechrolle in einer Episode der animierten Serie Robot Chicken (2008) und einer wesentlichen Rolle im Kurzfilm Mimi’s Place im Jahre 2009. Ein weiterer Film mit Voorhies in einer der Hauptrollen bzw. einer wesentlichen Nebenrolle ist Redemption.

### Musikkarriere
Neben ihrer Schauspielkarriere hatte Voorhies auch eine mäßig erfolgreiche Karriere als Musikerin. Dabei gründete sie bereits im Jahre 1994 eine Band namens X-Girls (die später den Namen Geneva trug), in der sie mit Stacee (* 1971) und Yashi Brown (* 1977), den Töchtern von Rebbie Jackson, zusammen auftrat. Des Weiteren war Voorhies auch die Gründerin und Leadsängerin der Alternative-Rock-Band Third Degree. Nachdem sich diese allerdings aufgelöst hatte, war die junge Schauspielerin darauf bedacht, eine Solokarriere zu starten. In eigener Produktion veröffentlichte sie schließlich verschiedene und ebenfalls nur mäßig erfolgreiche Singles und Alben. Ihre bis dato (Stand: Februar 2011) letzte nachgewiesene Single veröffentlichte sie Anfang 2010 in ihrer eigenen Management- und Produktionsfirma.
Die Single Lark on My Go-Kart von Asher Roths Debütstudioalbum Asleep in the Bread Aisle aus dem Jahre 2009 ist eine Anspielung auf Lark Voorhies, die im Musikvideo zur Single auch in einem animierten Charakter dargestellt wird. Bereits in den 1990er Jahren kam Voorhies in einem Musikvideo zum Einsatz, als sie im Video zur Single On Bended Knees von Boyz II Men die Freundin von Wanyá Morris spielte. 1996 kam sie im Musikvideo zu Kenny Lattimores Single Never Too Busy im Einsatz.
Weitere Einsätze in Musikvideos hatte sie unter anderem 1998 in Dru Hills These Are the Times. 2001 folgte eine Erwähnung in Coming 2 America einem Song von Ludacris’ zweitem Studioalbum Word of Mouf.
Lark Voorhies ist Geschäftsführerin von Lark Voorhies Productions und Voorhies Management, Inc., welche sie mit ihrem Bruder und einigen Geschäftspartnern gründete. Neben ihrer Schauspiel- und Musikkarriere war Voorhies vor allem in den 1990er Jahren als Model tätig, konnte sich aber aufgrund ihrer Größe von rund 1,60 m nicht wirklich durchsetzen. Daneben ist sie noch heute als Sprecherin und seltener auch als Ausbilderin für jüngere Schauspieler tätig. Eines ihrer Schützlinge ist unter anderem das aufstrebende Schauspielnachwuchstalent Cassandra Mari Quarto. Des Weiteren war sie vor allem in den 1990er Jahren auch in der Werbebranche tätig und war dabei in verschiedenen Spots für bekannte Marken und Firmen wie Head & Shoulders oder Onyx 10.

## Persönliches / Familie / Trivia
- Sie bekam den Namen Lark von ihrer Mutter, die im Alter von 14 Jahren einen Film (Cool Breeze) sah, bei dem einer der Hauptcharaktere diesen Namen trug.

- Sie gehört der berühmten Jackson-Familie rund um den 2009 verstorbenen Superstar Michael Jackson an. Sie ist die Nichte von Michael Jacksons Bruder Jermaine Jackson.

- Anfang der 1990er Jahre war sie mit dem aufstrebenden Schauspieler Martin Lawrence liiert, mit dem sie anfangs nur über eine Brief-Romanze eine Beziehung aufbaute, ehe sie danach mit ihm zusammenkam. Im Jahre 1993 beendete Lawrence bei einem Auftritt in der Fernsehshow The Arsenio Hall Show die Beziehung, indem er meinte bereits mit einer anderen Frau liiert zu sein. Kennengelernt haben sich die beiden in Lawrence' eigener Fernsehserie Martin.

- Während ihrer Zeit bei Californie High School baute sie eine Liebesbeziehung zu ihrem Schauspielkollegen Mark-Paul Gosselaar auf. Die Beziehung hielt von 1989 bis 1992 und zerbrach durch das Auslaufen der Serie.

- Am 9. März 1996 heiratete sie Miguel Coleman, der später auch als Schauspieler und Produzent aktiv war. Im Jahre 2004 trennte sich das Paar und ließ sich scheiden.[2]

- Seit 8. Mai 2007 bis 2013 war sie mit Andy Prince verheiratet, mit dem sie auch ein Kind hat.[3]

- Im Jahre 2006 reichte sie ein Gerichtsverfahren gegen das Magazin The National Enquirer ein, die ihr ein Drogenproblem anhängen wollten, und warf den Herausgebern des Magazins Verleumdung vor.[4][5]

## Filmografie
Filmauftritte (auch Kurzauftritte)
- 1992: California Highschool – Heiße Ferien und Intrigen (Saved by the Bell: Hawaiian Style)
- 1994: California College – Hochzeit in Las Vegas (Saved by the Bell: Wedding in Las Vegas)
- 1997: The Last Don → Miniserie
- 1997: Die Playboy-Falle (Def Jam’s How to Be a Player)
- 1999: Meuterei in Port Chicago (Mutiny)
- 2001: Fire & Ice
- 2001: Longshot – Ein gewagtes Spiel (Longshot)
- 2001: So High (How High; Titel für das Fernsehen in Deutschland: American High – Probieren geht über studieren)
- 2002: Civil Brand (Titel für DVD in Deutschland: Civil Brand – Zeichen der Gewalt)
- 2002: Widows → Miniserie
- 2008: The Next Hit
- 2009: Mimi’s Place

Serienauftritte (auch Gast- und Kurzauftritte)
- 1988–1989: Good Morning, Miss Bliss (13 Folgen)
- 1988+1989: Small Wonder (2 Folgen)
- 1989–1993: California High School (Saved by the Bell; im deutschsprachigen Raum unter anderem auch California Highschool – Pausenstreß und erste Liebe) (86 Folgen)
- 1989: The Robert Guillaume Show (1 Folge)
- 1992: Der Prinz von Bel-Air (The Fresh Prince of Bel-Air) (1 Folge)
- 1993: Martin (2 Folgen)
- 1993–1994: Zeit der Sehnsucht (Days of Our Lives) (15 Folgen)
- 1993: Getting By (2 Folgen)
- 1994: Saved by the Bell: The College Years (1 Folge)
- 1994: Me and the Boys (1 Folge)
- 1994: Saved by the Bell: The New Class (1 Folge)
- 1995: CBS Schoolbreak Special (1 Folge)
- 1995: Star Trek: Deep Space Nine (1 Folge)
- 1995: Alle unter einem Dach (Family Matters) (1 Folge)
- 1995–1996: Reich und schön (The Bold and the Beautiful) (4 Folgen)
- 1997: Malcolm & Eddie (1 Folge)
- 1997–1999: Ein schrecklich nettes Haus (In the House) (18 Folgen)
- 1998: Love Boat: The Next Wave (1 Folge)
- 1999: Die Parkers (The Parkers) (2 Folgen)
- 2000: Grown Ups (1 Folge)
- 2008: Robot Chicken (1 Folge) → Sprechrolle

## Auszeichnungen und Nominierungen
Nominierungen
- 1989: Nominiert für den Young Artist Award in der Kategorie „Best Young Actress in a Cable Family Series“ für ihre Rolle in Good Morning, Miss Bliss[6]
- 1990: Nominiert für den Young Artist Award in der Kategorie „Outstanding Young Ensemble Cast“ zusammen mit Tiffani Thiessen, Mark-Paul Gosselaar, Mario López, Dustin Diamond und Elizabeth Berkley für ihr Engagement in California High School[7]
- 1991: Nominiert für den Young Artist Award in der Kategorie „Best Young Actress Starring in an Off-Primetime Series“ für ihre Rolle in California High School[8]
- 1992: Nominiert für den Young Artist Award in der Kategorie „Best Young Actress Starring in an Off-Primetime or Cable Series“ für ihre Rolle in California High School[9]

Auszeichnungen
- 1990: Ausgezeichnet mit dem Young Artist Award in der Kategorie „Best Young Actress in an Off-Primetime Family Series“ für ihre Rolle in California High School[7]
- 1993: Ausgezeichnet mit dem Young Artist Award in der Kategorie „Best Young Actress in an Off-Primetime Series“ für ihre Rolle in California High School[10]

## Buchveröffentlichungen
- Reciprocit. iUniverse, New York 2010, ISBN 978-1450200660
- True Light. iUniverse, New York 2011, ISBN  978-1450243544
- Trek of the Cheshire. iUnivers, Bloomington, Indiana 2011, ISBN 978-1462025985